# Chobienia (Rudna)
Chobienia [xɔ'bjɛɲa] (deutsch Köben an der Oder) ist eine Ortschaft mit ca. 650 Einwohnern in der Landgemeinde Rudna im Powiat Lubiński der Woiwodschaft Niederschlesien in Polen.

## Geografie

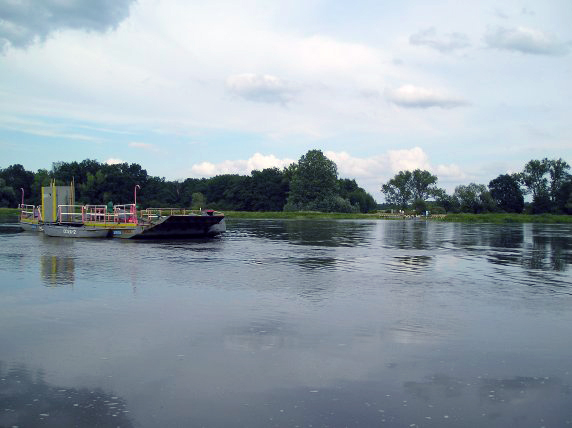
Fährstation an der Oder

Die Ortschaft liegt in einer fruchtbaren Ebene Niederschlesien am westlichen Ufer der Oder, etwa 25 Kilometer nordöstlich von Lubin (Lüben) und 63 Kilometer nordwestlich von Breslau.

## Geschichte

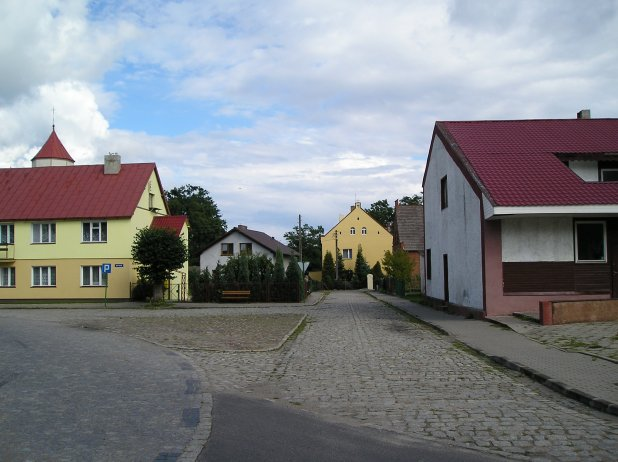
Wohnhäuser in Ortsmitte

### Steinzeit bis Mittelalter
Steinzeitliche Funde lassen darauf schließen, dass auf dem Gebiet des späteren Köben bereits vor 4000 Jahren Menschen wohnten. Es wurden eine Steinaxt mit Schaftloch und ein Steinbeil, ein Feuersteinmesser und ein Schaber gefunden. Gegen Ende der Steinzeit kamen Menschen aus dem Norden, die in rechteckigen Hütten hausten und Bernstein als Schmuck kannten. Die Funde wurden 1899 dem staatlichen Museum für Vor- und Frühgeschichte Berlin übergeben. Die erste urkundliche Erwähnung des Dorfes Chobena erfolgte 1238. Um 1300 wurde bereits das Magdeburger Stadtrecht verliehen.

### Die Zeit in Preußen
Nach der Schlacht von Kunersdorf 1759 weilte Friedrich der Große im Köbener Schloss. Dieses Ereignis, die Verdienste um das Land, die Reformen, und die Förderung der Bethauskirche fanden bei den Köbenern große Anerkennung. Friedrich der Große gewährte den Köbenern den Bau einer evangelischen Bethauskirche, welche 1769 fertiggestellt wurde. Vorher durften die Gottesdienste in der Rathaushalle abgehalten werden. Am 1. Januar 1820 erfolgte die Zuordnung von Köben aus dem Landkreis Guhrau in den Landkreis Steinau. Zum 1. Oktober 1932 wurden die Kreise Steinau und Wohlau zum neuen Kreis Wohlau zusammengeschlossen.
Nach dem Ersten Weltkrieg hatte Köben infolge der Hyperinflation eine eigene Ersatzwährung (Notgeld) mit dem Stadtpanorama auf der Vorderseite. Im Ortszentrum gab es zwei Hotels, zwei Kirchen, ein Rathaus und ein Café, außerdem drei Schulen (evangelisch, katholisch und privat), eine Feuerwehr, eine Druckerei und ein Sägewerk. Das Leben der Stadt und ihrer Bürger wurde in einer dreimal wöchentlich erscheinenden Zeitung vorgestellt. Im Jahre 1932 zählte Köben 1500 Einwohner.
Am 21. Januar 1945 kam die Sowjetarmee mit ihren ersten Fahrzeugen bis an die Oder. Bei der anschließenden Eroberung wurde der Ort zur Hälfte zerstört.

### Chobienia in Polen
Seit 1945 gehört der Ort zu Polen. Die abschließende Deportation der verbliebenen Deutschen erfolgte am 23. Oktober 1946. Das historische Rathaus, die evangelische Kirche und eine Reihe Häuser an der Oderseite wurden 1963 abgebrochen, 1984 der Bahnhof. Im Jahr 2009 wurde der zentrale Teil des Marktplatzes umgebaut und darin ein neuer Brunnen (an der Stelle der ehemaligen evangelischen Kirche) aufgestellt.

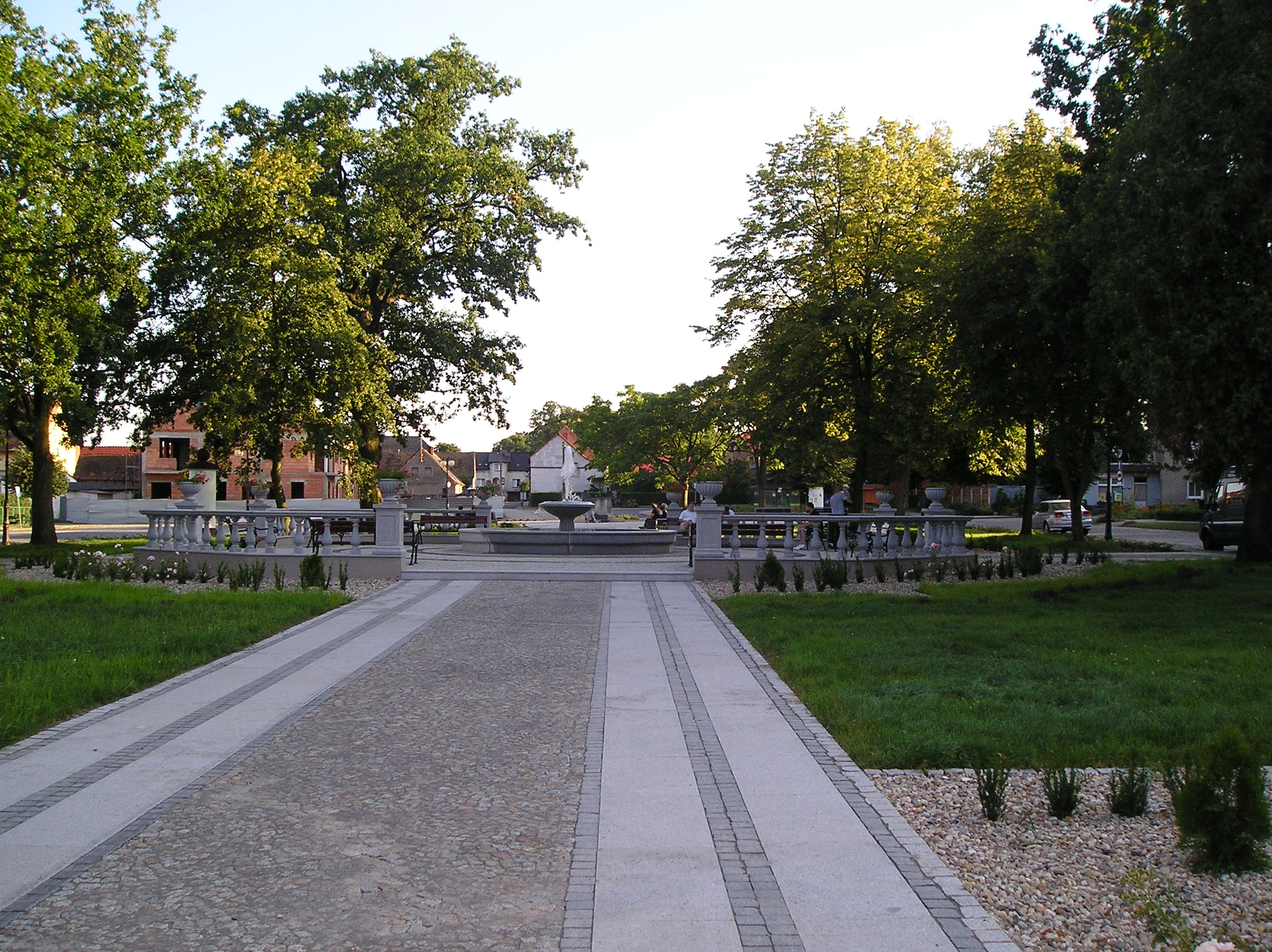
Platz mit Springbrunnen
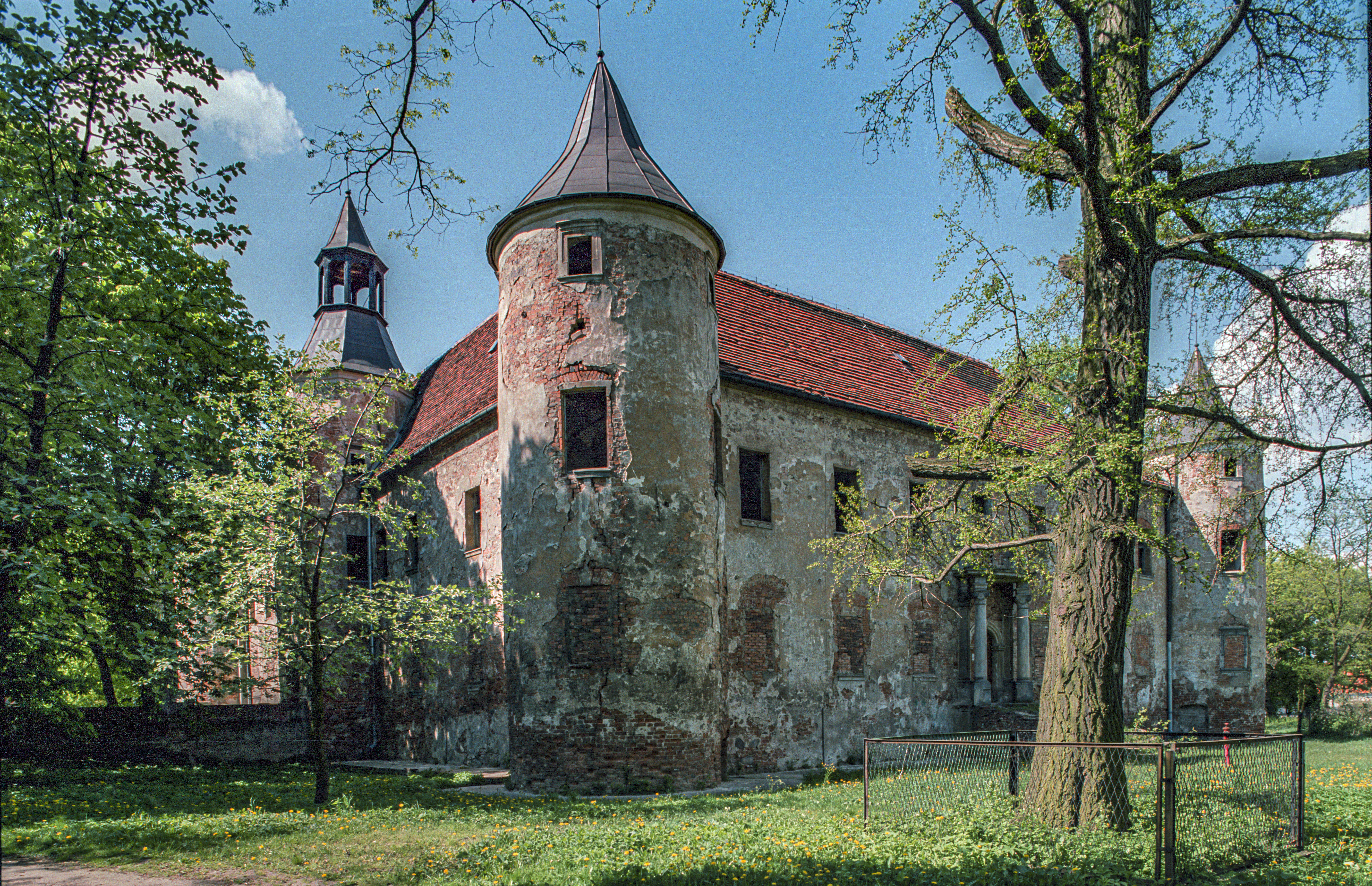
Ruine von Schloss Köben im Jahr 2007
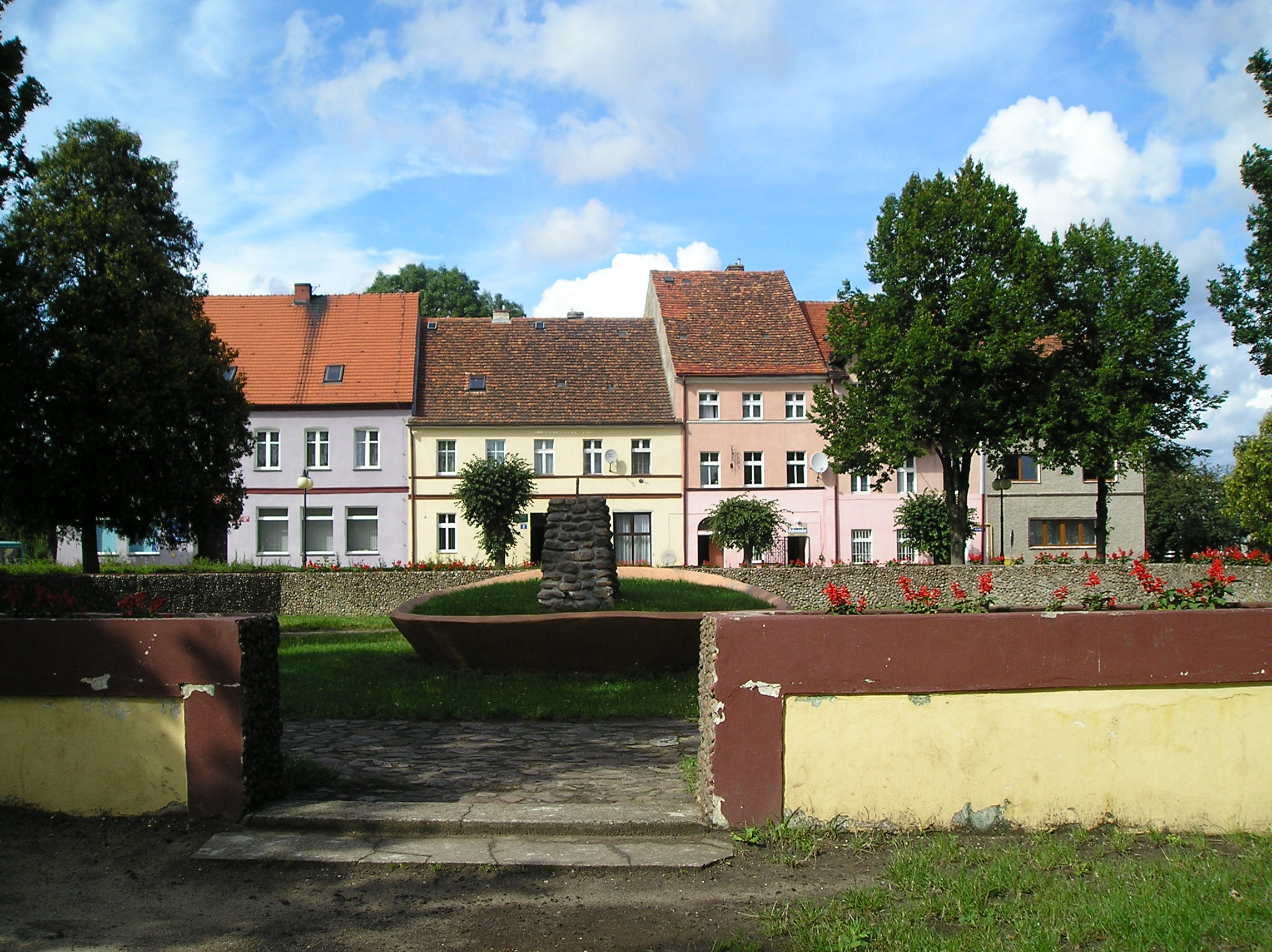
Überreste der evangelischen Bethauskirche in Köben, abgerissen 1963

### Bevölkerungsentwicklung
| Jahr | Einwohner | Anmerkungen        |
| ---- | --------- | ------------------ |
| 1834 | 1100      | in 130 Wohnhäusern |
| 1900 | 0962      | [ 3 ]              |
| 1925 | 1170      | meist Evangelische |
| 1933 | 1525      | [ 5 ]              |
| 1939 | 1649      | [ 5 ]              |

## Baudenkmäler
Zu den von Polen anerkannten Baudenkmälern der Woiwodschaft Niederschlesien gehören heute unter anderem:
- Der Bezirk der Altstadt, vom Ende des 14. Jahrhunderts
- die gotische Pfarrkirche St. Peter und Paul, errichtet im sechzehnten Jahrhundert und achtzehnten Jahrhundert. Im Inneren sind ein Taufbecken von 1587 und zwei Grabsteine aus dem 17. Jahrhundert.
- Die Schlossanlage vom 15.–19. Jahrhundert besteht aus dem Renaissanceschloss (15. Jahrhundert). Der Bau wurde Anfang des 16. Jahrhunderts von der Familie von Kottwitz als Wasserburg errichtet und 1583–84 zu einem Renaissance-Schloss erweitert. 1905 wurde es unter Wolfgang Graf von Saurma-Jeltsch grundlegend modernisiert.[6] Dazu kommt der Park um das Schloss, mit Alleen, einem Brunnen und seltenen Baumarten wie Ginkgo, Ahornblättrige Platane  und Weymouth-Kiefer. Er wurde im 17. Jahrhundert begonnen und im 19. in einen Landschaftspark einbezogen.

- Häuser auf dem Marktplatz aus dem achtzehnten Jahrhundert
- Ruine der Kirche St. Ägidius liegt heute auf dem Friedhof dort ist heute ist auch ein steinernes Epitaph erhalten, das Heinrich von Sack aus Radoszyce und seine Frau Katarzyna zeigt.
- eine Burgwall liegt rund 2 km nördlich von Chobienia, am Platz einer Festung der Dadosanen, sie wurde erbaut um 860 und um die Wende vom 9. zum 10. Jahrhundert aufgegeben [7].
- Ein Friedhof außerhalb der Stadt mit einer deutschen Inschrift über dem Tor: Eingang in Ruhe
- Ein intaktes Netz deutscher Bunker aus dem Zweiten Weltkrieg

## Natur
Das Naturschutzgebiet Naroczycki Łęg wurde 1998 aur dem Gebiet der Dörfer Naroczyce und Chobienia errichtet. Es hat eine Fläche von 186,97 ha, die sich in einer Biegung der Oder befindet und das Gebiet der Altarme und Auen in beiden Gemeinden umfasst. Man findet dort
- Pflanzen: Türkenbund, Breitblättrige Stendelwurz, Rippenfarn, Echter Wurmfarn und Wildbirnen.
- Säugetiere: Europäischer Biber, Rehwild, Rothirsch, Wildschwein, Altweltotter, Dachs und Amerikanischer Nerz
- Reptilien: Kreuzotter, Ringelnatter, Schlingnatter, Blindschleiche sowie Zauneidechse;
- Vögel: Singschwan, Kranich, Rohrdommel, Schwarzstorch, Kormorane, Silberreiher, Eisvogel und Beutelmeisen;
- Insekten: Schwalbenschwanz (Schmetterling) und Taubenschwänzchen

## Persönlichkeiten
- Johann Heermann (1585–1647), deutscher Kirchenlieddichter; kam 1611 als Pfarrer nach Köben; sein Aufenthalt brachte ihm den Beinamen Der Sänger von Köben ein
- Carl Christoph Cramer (1750–1827) kgl. Hofrat in Glogau, und seine Ehefrau Louise Ernestine Cramer (1757–1831), ein Pflegekind des Stifters der Hofrat Simon Heinrich Sack’sche Familienstiftung, Simon Heinrich Sack, waren von 1803 bis 1812 Besitzer der Stadt und der Herrschaft Köben.
- Friedrich Pondel (1830–?) Maler aus der Münchener Malschule
- Paul Niepel (1856–1934), Königl. Musikdirektor, Komponist
- Paul Kabisch (1857–1927), deutscher Journalist
- Lesław Zimny (1949–) Agronom
- Piotr Przysłupski (1950–) Physiker
- Ludwika Ogorzelec (1953–) Bildhauerin